# Filip Adwent

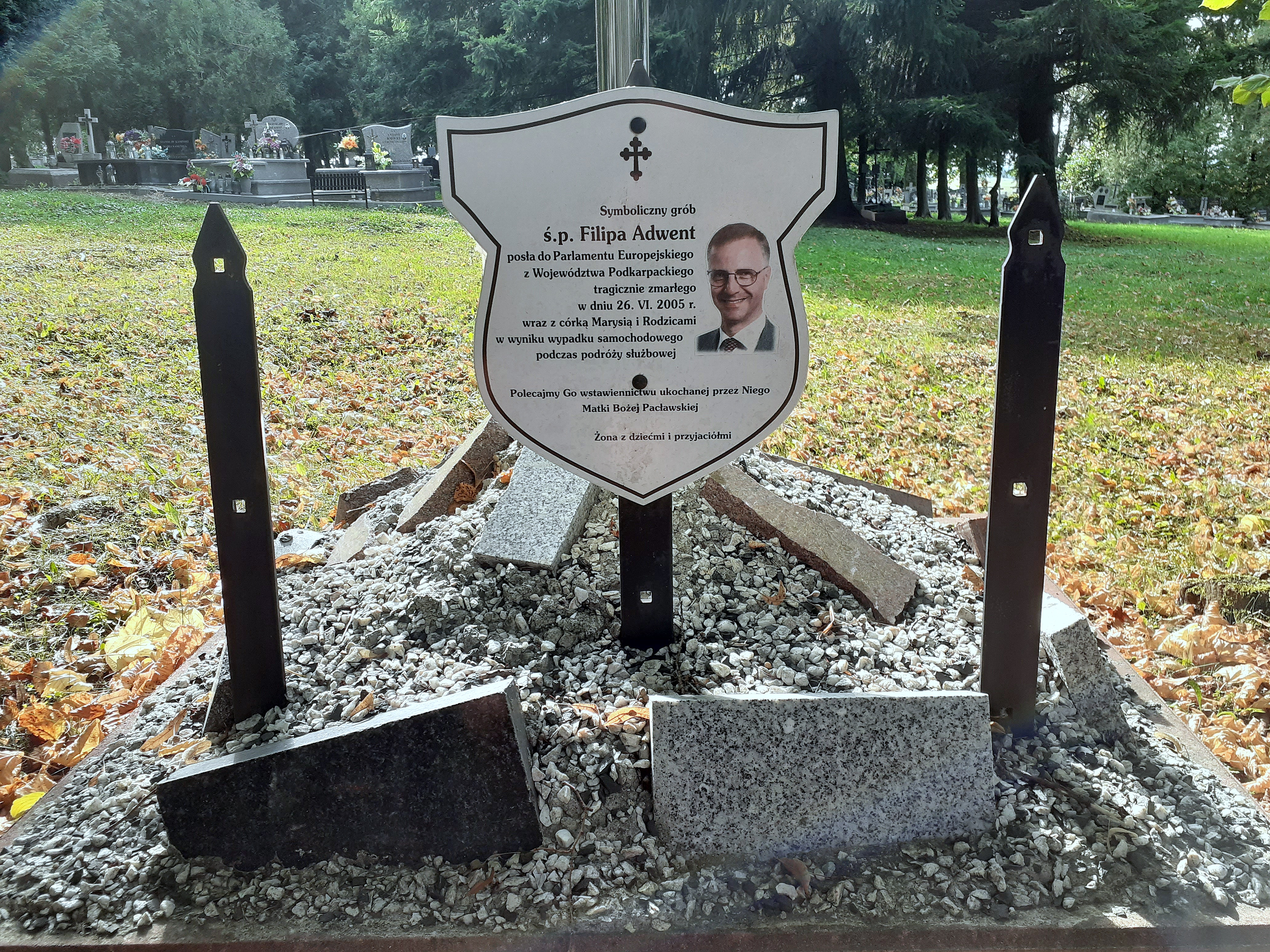
Symboliczny grób Filipa Adwenta w Kalwarii Pacławskiej

Filip Stanisław Adwent (ur. 31 sierpnia 1955 w Strasburgu, zm. 26 czerwca 2005 w Warszawie) – polski polityk i lekarz, poseł do Parlamentu Europejskiego (2004–2005).

## Życiorys
Ukończył studia medyczne (specjalizacja w zakresie anestezjologii i intensywnej terapii) na Université de Strasbourg I. W 2004 ukończył studia podyplomowe w Szkole Głównej Gospodarstwa Wiejskiego w Warszawie z zakresu ochrony środowiska.
Pracował jako lekarz anestezjolog we francuskich szpitalach. Od 1996 mieszkał w Grodzisku Mazowieckim. Od 1983 przez blisko piętnaście lat organizował pomoc humanitarną dla mieszkańców Jarosławia, Rzeszowa i Przemyśla. W 1995 został za to odznaczony przez ministra zdrowia odznaką honorową „Za zasługi dla ochrony zdrowia”.
W latach 2001–2002 był członkiem Porozumienia Polskiego. Z listy Ligi Polskich Rodzin bez powodzenia kandydował do Sejmu w wyborach parlamentarnych w 2001 w okręgu podwarszawskim. W czerwcu 2004 został wybrany na deputowanego w wyborach do Parlamentu Europejskiego, ponownie z listy Ligi Polskich Rodzin, w województwie podkarpackim, należał do frakcji Niepodległość i Demokracja. Deklarował znajomość poza językiem polskim także francuskiego, angielskiego, niemieckiego i rosyjskiego. Opublikował m.in. publikację książkową Dlaczego Unia Europejska jest zgubą dla Polski.
Zmarł w wyniku wypadku samochodowego, do którego doszło 18 czerwca 2005 koło Grójca. W dniu wypadku na skutek obrażeń zginęli jego 19-letnia córka Maria oraz jego ojciec Stanisław. Filip Adwent i jego matka Hanna zmarli kilka dni później. Sprawcą wypadku był kierowca ciężarówki, który zjechał niespodziewanie na przeciwny pas i uderzył w pojazd eurodeputowanego; mężczyzna został prawomocnie skazany na karę 5 lat pozbawienia wolności.
Filip Adwent został pochowany na cmentarzu w Milanówku. Jego symboliczny grób umieszczono na cmentarzu komunalnym w Kalwarii Pacławskiej. Fundacja „Golgota Wschodu” przyznała mu pośmiertnie Medal Golgoty Wschodu.